# Пневматична пошта

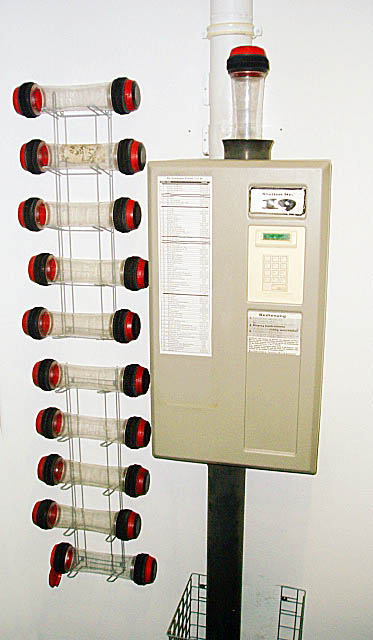
Термінал пневматичного трубопроводу

Пневмати́чна по́шта, пневмопо́шта (від грец. Πνευματικός — повітряний), — вид пневматичного транспорту, система переміщення штучних вантажів під дією стисненого або, навпаки, розрідженого повітря. Закриті пасивні капсули (контейнери) переміщуються по системі трубопроводів, переносячи всередині себе неважкі вантажі, документи.